# スンドボーン

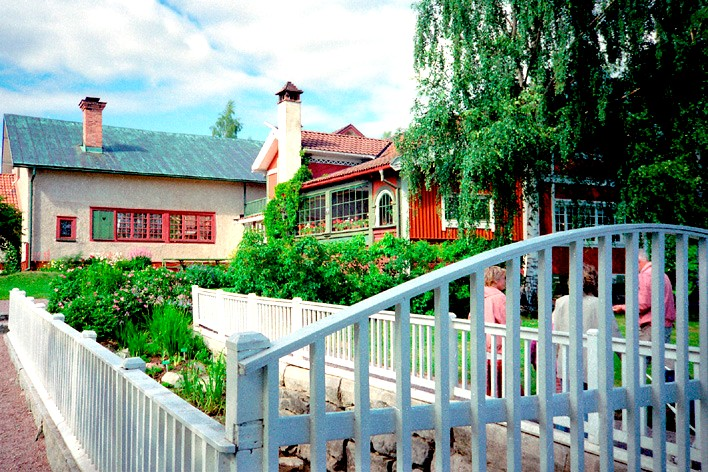
カール・ラーションの家

スンドボーン(Sundborn [ˈsɵ̂nː(d)boːɳ])は、スウェーデン中部のダーラナ地方のファールン市にある小さな町である。
2010年における居住者数は762名であった。
有名な居住者に画家カール・ラーションがいる。スンドボーンにある「カール・ラーション・ゴーデン」は、人気のある観光名所となっている。